# Vigna procera
Vigna procera är en ärtväxtart som beskrevs av William Philip Hiern. Vigna procera ingår i släktet vignabönor, och familjen ärtväxter. Inga underarter finns listade i Catalogue of Life.